# 普兰电站
普兰电站位于西藏自治区阿里地区普兰县孔雀河上，装机容量500千瓦。引水过流的设计流量6.0立方米每秒，拦河坝长58米，最大坝高9.2米，厂房面积200平方米。由国家财政全额投资3450万元。
普兰县长期只有一台出力30千瓦的柴油发电机，整个县域能源问题极为困难。1995年5月，水利部长江水利委员会派技术小组实地勘察设计，由武警水电三总队十二支队承建，1999年4月开工，2001年10月竣工。